# مظلوم عبدي
فرهاد عبدي شاهين، المعروف باسمه الحركي شاهين جيلو، ومظلوم عبدي، هو قائد عسكري كردي سوري، يشغل منصب القائد العام لقوات سوريا الديمقراطية (قسد).
وفقًا لوسائل الإعلام التنظيمية، كان مظلوم عبدي عضوًا في المجلس التنفيذي لفرع حزب العمال الكردستاني، اتحاد المجتمعات الكردستانية في عام 2013. وقد توصلت قوات سوريا الديمقراطية بقيادة عبدي إلى اتفاق اندماج مع الحكومة السورية الانتقالية في 10 مارس 2025، وذلك بعد أن هنأ عبدي أحمد الشرع بتوليه رئاسة سوريا الانتقالية.

## النشأة
وُلد مظلوم عبدي باسم «فرهاد عبدي شاهين» لأبوين سوريين كرديين في عين العرب حوالي عام 1967. درس الهندسة المدنية في جامعة حلب، ثم انضم إلى حزب العمال الكردستاني في سوريا عام 1990، حيث سجن من قبل السلطات السورية خمس مرات. أصبح عبدي صديقًا شخصيًا لزعيم الحزب عبد الله أوجلان أثناء خدمته مع حزب العمال الكردستاني في سوريا. وفي عام 1996، شارك عبدي في أنشطة مسلحة في المناطق الريفية من شمدينلي التابعة لولاية حكاري التركية.
غادر عبدي سوريا لاحقًا واختبأ في أوروبا بين عام 1997 و2003، حيث كان يعمل في النشاط السياسي الكردي. في عام 2003، انتقل إلى مخمور العراقية حيث شارك في العمل العسكري وبقي هناك حتى عام 2004. وفقًا لمصادر تركية، أصبح عبدي عضوًا في القيادة العليا لحزب العمال الكردستاني في عام 2005. كما عمل كعضو في مجلس العمليات الخاصة لقوات الدفاع الشعبي من عام 2009 حتى 2011 أو 2012، ثم أرسله حزب العمال الكردستاني إلى سوريا لتنظيم أنشطة وحدات حماية الشعب في المناطق ذات الغالبية الكردية وسط تصاعد الحرب الأهلية السورية.

## الحرب الأهلية السورية
في أغسطس 2014، كان مسؤولًا عن المفاوضات التي أجرتها وحدات حماية الشعب في السليمانية مع إيران والولايات المتحدة من أجل تشكيل تحالف فعال ضد تنظيم الدولة الإسلامية (داعش) بعد أن تم الاتفاق على تحالف مع الولايات المتحدة. عُين قائدًا لقوات سوريا الديمقراطية في 2012. شارك عبدي في القتال الدفاعي في حصار كوباني (من أكتوبر 2014 حتى يناير 2015)، رافضًا الانسحاب رغم توصيات الولايات المتحدة. عندما تم الاستيلاء على منزل عائلته للمرة الثالثة من قبل تنظيم الدولة الإسلامية في قتال من منزل إلى منزل، ونظرًا للتعاون المتزايد مع القوات الجوية الأمريكية، فقد طلب غارة على منزله. يقول فرهاد إنه يقود 70 ألف جندي.

## العلاقة مع تركيا
صرح مظلوم عبدي بأنه منفتح على العمل مع الحكومة السورية ضمن نظام اتحادي يشمل الاتحاد الديمقراطي القائم بحكم الواقع في شمال سوريا. في 29 يونيو 2019 وقّع عبدي، كممثل لقوات سوريا الديمقراطية، خطة عمل الأمم المتحدة الهادفة إلى منع تجنيد جنود الأطفال في القوات المسلحة.
في أعقاب الهجوم التركي عام 2019 على شمال شرق سوريا، عبّر فرهاد عن استعداده للتحالف مع النظام السوري وروسيا من أجل حماية السكان الأكراد المحليين والأرمن والأشوريين في شمال شرق سوريا من «الإبادة» المحتملة على يد «تركيا والجهاديين المرتزقة». وكجزء من صفقة مع قوات سوريا الديمقراطية، سُمح لقوات الحكومة السورية بدخول مدينتي منبج وعين العرب بهدف ردع العدوان التركي.
في أكتوبر 2019، اقترحت مجموعة من أعضاء مجلس الشيوخ الأمريكي أن تمنح وزارة الخارجية الأمريكية عبدي تأشيرة حتى يتمكن من مناقشة سوريا في الولايات المتحدة. ردًا على ذلك، انتقد وزير العدل التركي عبد الحميد جول الحكومة الأمريكية لمعاملتها عبدي على أنه «شخصية سياسية شرعية» وأشار إلى صدور طلب تسليمه لتركيا حتى إذا دخل عبدي إلى الأراضي الأمريكية. هو في المرتبة التاسعة على قائمة الإرهابيين المطلوبين لدى الحكومة التركية بمكافأة قدرها 9 ملايين ليرة قدمتها تركيا للمساعدة في القبض عليه. في 9 أكتوبر 2019، كتب الرئيس الأمريكي دونالد ترامب مذكرة إلى الرئيس التركي رجب طيب أردوغان، أرفق بها مذكرة من عبدي، يعرض فيها التوسط بين تركيا ووحدات حماية الشعب، قائلًا إن عبدي «على استعداد لتقديم تنازلات لم يقدموها في الماضي» وأرفق كذلك ملاحظة من عبدي. خلال زيارة الدولة التي قام بها أردوغان إلى الولايات المتحدة في 14 نوفمبر، أعاد الرسالة إلى ترامب، وادعى أن عبدي هو ابن بالتبني لزعيم حزب العمال الكردستاني المسجون في تركيا عبد الله أوجلان. كما زعم أردوغان أنه قدم لترامب وثائق لوكالة المخابرات المركزية تصنف عبدي بأنه إرهابي. أدى تزايد أهمية عبدي الإقليمية والدولية إلى توترات بين وحدات حماية الشعب وحزب العمال الكردستاني، حيث يستهجن الأخير «الشعبية الشخصية». تبعًا لذلك، تشعر قيادة حزب العمال الكردستاني بالقلق من «نجاح عبدي وسمعته المزدهرة» وكذلك علاقاته الوثيقة بالولايات المتحدة.

## في قائمة المطلوبين لتركيا
صدرت عن وزارة الداخلية التركية «قائمة الإرهابيين المطلوبين» في 28 أكتوبر 2015 وورد اسمه في الفئة الحمراء وترتيبه التاسع. تضمنت القائمة معلومات مولده في عفرين بسوريا تحت اسم «فرهاد عبدي شاهين» وأنه كان عضوًا في حزب العمال الكردستاني. كما أعلنت الوزارة أنها ستمنح ما يصل إلى 4 ملايين ليرة لمن يدلي بمعلومات عن أي مطلوب في نفس الفئة.

## ما بعد سقوط نظام الأسد
أثار موقف مظلوم عبدي بعد سقوط نظام الأسد نقاشات إقليمية معقدة رغم الدعم الذي تلقاه من المجتمع الدولي. فقد صرحت الولايات المتحدة والدول الأوروبية بأن قوات سوريا الديمقراطية تعد ضامنًا رئيسيًا للاستقرار في المنطقة، وأعربت عن استجابتها الإيجابية لدعوات عبدي. في المقابل، انتقدت تركيا مظلوم عبدي وقوات سوريا الديمقراطية بسبب صلاتهم بحزب العمال الكردستاني، مما دفعها إلى زيادة تهديداتها بتنفيذ عمليات عسكرية في المنطقة في إطار هذه التطورات.[بحاجة لمصدر]
بعد سقوط نظام الأسد، سيطر الجيش الوطني السوري المدعوم من تركيا على تل رفعت وأعلن عن حملة عسكرية تستهدف مدينة منبج، وهي نقطة استراتيجية هامة في ريف حلب الشرقي. في 2 ديسمبر 2024، أعلنت قوات سوريا الديمقراطية عن خطط لإجلاء النازحين الأكراد من تل رفعت ومنطقة الشهباء إلى المناطق التي تسيطر عليها قوات سوريا الديمقراطية في حي الشيخ مقصود بحلب وشمال شرق سوريا. وفي تعليق له، قال مظلوم عبدي: "تستمر جهودنا لتأمين خروج آمن لسكان تل رفعت والشهباء".
كانت هذه الحملة محورية، حيث تعد مدينة منبج آخر منطقة تحت سيطرة قوات سوريا الديمقراطية غرب نهر الفرات، وهي المنطقة التي تحافظ على وجودها هناك بدعم عسكري أمريكي. وقعت العمليات العسكرية التي أطلقتها المعارضة كجزء من عملية "فجر الحرية"، بالتزامن مع عملية "ردع العدوان" التي تقدمت من إدلب باتجاه حمص.

### الاتفاق مع الحكومة في دمشق
التقى مظلوم عبدي مع الرئيس السوري المؤقت أحمد الشرع في 10 مارس 2025 بعد عدة مفاوضات فاشلة. وأعلن مظلوم أن قوات سوريا الديمقراطية قد وافقت على الانضمام إلى مؤسسات الدولة السورية. من جانبه، صرح أحمد الشرع عبر منصة X بعد توقيع الاتفاق في دمشق يوم الاثنين قائلاً: "نحن ملتزمون ببناء مستقبل أفضل يضمن حقوق جميع السوريين ويحقق تطلعاتهم للسلام والكرامة."
أبدى الرئيس التركي رجب طيب أردوغان تسامحه مع هذا الاتفاق، حيث أكد في بيانه أن المطارات وحقول النفط والمعابر الحدودية يجب أن تظل تحت سيطرة الحكومة في دمشق، ما يلغي المطلب الأساسي لمظلوم عبدي والأحزاب الكردية بالحكم الذاتي. وأضاف أردوغان في تصريحاته التلفزيونية: "نولي أهمية كبيرة للسلامة الإقليمية لجارتنا سوريا، والحفاظ على بنيتها الموحدة، وتعزيز وحدتها واستقرارها." وقبل تصريحات أردوغان، أشار مسؤول تركي إلى أن الحكومة التركية "متفائلة بحذر" بشأن الاتفاق، مع التركيز على تنفيذ بنوده.
يُثار الجدل حول هذا الاتفاق، خاصة في ظل العمليات التي نفذتها هيئة تحرير الشام في الأسبوع نفسه في المنطقة العلوية غرب البلاد، مما دفع الكثيرين للاعتقاد بأن الشرع قد يسعى من خلال الاتفاق إلى تحسين صورته في العالم الغربي بعد تلك الأحداث، وأنه قد يكون أقل اهتمامًا بمصالح الأكراد في سوريا. من جانبه، أدان مظلوم عبدي العنف ضد العلويين، داعيًا أحمد الشرع إلى محاسبة مرتكبي المجازر ووقف العنف. كما صرح عبدي بأن الجماعات المتطرفة كانت تسعى إلى "إثارة صراعات طائفية وتصفية حسابات داخلية" في مختلف أنحاء سوريا.
في ذات السياق، أعلن المجلس الوطني الكردي وبعض الجماعات الكردية الأخرى أنهم لم يكونوا على علم باللقاء التاريخي بين الرئيس السوري المؤقت أحمد الشرع وقائد قوات سوريا الديمقراطية مظلوم عبدي.
وفي ظل الظروف الراهنة، من المتوقع أن تكون هناك عمليات مشتركة بين قوات سوريا الديمقراطية وقوات الحكومة السورية ضد بقايا وخلايا داعش النائمة في البادية السورية. وقد وعد الشرع بملاحقة مجرمي الحرب الذين ينتمون إلى النظام السابق.